# Wilfred White
Wilfrid Harry White (Bickerton, 30 maart 1904 - Isle of Man, 21 november 1995) was een Brits ruiter, die gespecialiseerd was in springen. White won met zijn ploeggenoten de olympische gouden medaille in Helsinki in de landenwedstrijd springen. Dit was de enige Britse gouden medaille tijdens de spelen van 1952, individueel eindigde hij als vijfde in de barrage om de gouden medaille. Vier jaar werden de paardensportwedstrijden van de Olympische Zomerspelen van 1956 gehouden in Stockholm en daar veroverde White de bronzen medaille in de landenwedstrijd.

## Resultaten
- Olympische Zomerspelen 1952 in Helsinki 5e individueel springen met Nizefela
- Olympische Zomerspelen 1952 in Helsinki  landenwedstrijd springen met Nizefela
- Olympische Zomerspelen 1956 in Stockholm 4e individueel springen met Nizefela
- Olympische Zomerspelen 1956 in Stockholm  landenwedstrijd springen met Nizefela

1912: Lewenhaupt, Kilman, von Rosen ·
1920: König, von Rosen, Norling ·
1924: Thelning, Ståhle, Lundström ·
1928: Navarro, Álvarez, García ·
1936: Hasse, von Barnekow, Brandt ·
1948: Mariles, Uriza, Valdés ·
1952: White, Stewart, Llewellyn ·
1956: Winkler, Thiedemann, Lütke-Westhues ·
1960: Winkler, Thiedemann, Schockemöhle ·
1964: Schridde, Jarasinski, Winkler ·
1968: Day, Gayford, Elder ·
1972: Ligges, Wiltfang, Steenken, Winkler ·
1976: Parot, Rozier, Roguet, Roche ·
1980: Tsjoekanov, Poganovsky, Asmaje, Korolkov ·
1984: Fargis, Homfeld, Burr Howard, Smith ·
1988: Beerbaum, Brinkmann, Hafemeister, Sloothaak ·
1992: Raijmakers, Romp, Tops, Lansink ·
1996: Sloothaak, Nieberg, Kirchhoff, Beerbaum ·
2000: Beerbaum, Nieberg, Ehning, Becker ·
2004: Wylde, Ward, Madden, Kappler ·
2008: Ward, Kraut, Simpson, Madden ·
2012: Skelton, Maher, Brash, Charles ·
2016: Rozier, Staut, Bost, Leprévost ·
2020: von Eckermann, Baryard-Johnsson, Fredricson ·
2024: Maher, Charles, Brash